# Georgians Tbilisi
Il Georgians Tbilisi (ufficialmente New Vision Georgians per motivi di sponsorizzazioneè) un club georgiano di calcio a 5 con sede a Tbilisi. 

## Storia
La società è stata fondata nel 2014 per sopperire allo scioglimento della blasonata Iberia Star.

## Palmarès
- Campionato georgiano: 6

2014-15, 2016-17, 2018-19, 2021-22, 2022-23, 2023-24
- Coppa di Georgia: 2

2021-22, 2023-24